# American-Football-Bundesliga 1980
Die American-Football-Bundesliga 1980 war die zweite Saison der American-Football-Bundesliga. Sie wurde vom American Football Bund Deutschland ausgetragen.
Die Frankfurter Löwen konnten ihren Titel aus dem Vorjahr verteidigen.

## Teilnehmer und Modus
Die Bundesliga wurde von sechs auf acht Mannschaften vergrößert. Neu dabei waren Mannschaften aus Hanau, Straubing, Kitzingen und Neu-Isenburg. Die Düsseldorf Panther und die Bremerhaven Seahawks nahmen stattdessen am Spielbetrieb der neu gegründeten Konkurrenzliga Nordwestdeutsche Football Liga teil.
Die Mannschaften spielten jeder-gegen-jeder mit Hin- und Rückspiel wurde in einer Gruppe mit sechs Mannschaften gespielt. Die beiden Gruppenersten bestritten das Endspiel um die Meisterschaft. Dieses wird heute als German Bowl II bezeichnet.

## Saisonverlauf

### Reguläre Saison
|                    | AG   | BB    | FL    | HH    | KC    | MC   | NIA   | SB   |
| ------------------ | ---- | ----- | ----- | ----- | ----- | ---- | ----- | ---- |
| Ansbach Grizzlies  |      | 14:8  |       | 21:17 |       | 28:6 |       |      |
| Berlin Bären       |      |       | 6:20  | 8:38  |       |      | 14:15 |      |
| Frankfurter Löwen  |      | 19:0  |       | 19:6  |       | 22:8 | 0:19  |      |
| Hanau Hawks        | 14:8 | 28:0  | 32:33 |       | 23:22 | 36:0 | 26:13 | 42:0 |
| Kitzingen Colts    |      |       |       |       |       |      |       |      |
| Munich Cowboys     | 0:20 | 18:14 |       | 3:0   |       |      | 14:8  | 12:8 |
| Neu Isenburg Adler |      | 8:0   | 0:44  | 0:32  |       |      |       |      |
| Straubing Bisons   |      |       |       | 0:44  |       |      | 9:8   |      |

Die restlichen Ergebnisse sind nicht bekannt.

### Endspiel
|  |                                   |  | AFBD-Meisterschaft |                           |                   |  |                  |
|  | Frankfurt am Main 30. August 1980 |  | Frankfurter Löwen  | \| \| 21 : 12 \| \| \| \| | Ansbach Grizzlies |  | Zuschauer: 4.000 |
|  | Frankfurt am Main 30. August 1980 |  | Frankfurter Löwen  |                           | Ansbach Grizzlies |  | Zuschauer: 4.000 |
|  | 21 : 12                           |  |                    |                           |                   |  |                  |
|  |                                   |  |                    |                           |                   |  |                  |